# (2658) Gingerich
(2658) Gingerich est un astéroïde de la ceinture principale.

## Description
(2658) Gingerich est un astéroïde de la ceinture principale. Il fut découvert le 13 février 1980 à Harvard par l'observatoire de l'université Harvard. Il présente une orbite caractérisée par un demi-grand axe de 3,07 UA, une excentricité de 0,29 et une inclinaison de 9,5° par rapport à l'écliptique.

## Compléments